# دان برانش
دان برانش هو سياسي أمريكي، ولد في 5 مارس 1958 في مونتريال في كندا. نشط حزبياً في الحزب الجمهوري. وقد انتخب عضو مجلس نواب تكساس ‏.

## وصلات خارجية
- الموقع الرسمي